# Jean de Fabas
 (avril 2024).
Motif : Sujet flou
Lignage de personnages homonymes issus du cinquième fils de Corbeyran III de Foix-Rabat dont le premier représentant reçut la seigneurie de Fabas en héritage et s'installa dans la région de Saint-Macaire.

## Biographie

Armes des comtes de Foix

Son plus illustre représentant Jean de Fabas, gouverneur d'Albret est mort en 1614. Quoique catholique, il soutint les protestants dans les guerres du Midi, combattit ensuite à Lépante contre les Turcs (1571) et embrassa avec le calvinisme le parti d'Henri de Navarre (1576), qu'il servit fidèlement pendant les guerres civiles. Fabas se signala par son intrépidité et par son audace.
Il contribua à la victoire de Coutras, accompagna Henri dans sa campagne de Normandie et fut nommé par Henri IV, devenu maître de Paris (1594), gentilhomme de la chambre, gouverneur du Condomois, du Bazadais et du pays d'Albret et vit sa seigneurie de Castets-en-Dorthe érigée en vicomté. En outre son royal ami également comte de Foix l'autorisa à porter les armes non brisées de sa maison comme blason personnel. Cette héraldique se retrouve dans plusieurs communes du Bazadais notamment Langon.
Son fils Jean de Fabas,  de même tempérament, fut un protagoniste majeur du siège de La Rochelle.

## Sources
« Jean de Fabas », dans Pierre Larousse, Grand dictionnaire universel du XIXe siècle, Paris, Administration du grand dictionnaire universel, 15 vol., 1863-1890 [détail des éditions].
Persée: Les deux Fabas